# Nabil Ghilas
Nabil Ghilas (Marsella, Francia, 20 de abril de 1990) es un futbolista argelino nacido en Francia que juega de delantero en el Berre SpC. Es hermano del también futbolista Kamel Ghilas.

## Trayectoria

### F. C. Porto
Ghilas fue comprado desde el Moreirense F. C. al F. C. Porto el 8 de julio de 2013 en un contrato de cuatro años por un precio que se rumoreaba que alcanzaba alrededor de los 3 millones de euros con una cláusula de rescisión de 30 millones de euros. Fue una temporada en la que no tuvo muchas oportunidades debido al buen rendimiento de Jackson Martínez. Pese a ello, jugó un total de 26 partidos, en casi todos ellos entrando como suplente en los que consiguió anotar tres goles.

### Córdoba C. F. (préstamo)
El 1 de septiembre de 2014 fue cedido por una temporada al Córdoba C. F. de la Primera División de España.
Empezó jugando su primer partido frente a la U. D. Almería. Su primer gol de la temporada fue contra el Málaga C. F. En San Mamés frente al Athletic Club, metió el único gol del partido dando la primera victoria al Córdoba en Primera División. En el partido frente al Granada C. F., ganando por 2-0, gracias a un gol suyo, le provocó una lesión muscular la cual no le permitió jugar frente al Rayo Vallecano. Jugó a partir de la jornada 19 frente a la S. D. Eibar, en la cual no marcó, aunque sí lo haría, de penalti, en el minuto 3, frente al Real Madrid, un disparo por la escuadra que no consiguió atrapar el guardameta Iker Casillas. En toda la segunda vuelta solo conseguiría marcar dos goles, el del Madrid y otro frente al Valencia C. F., ambos de penalti. 
A lo largo del resto de la temporada iría perdiendo titularidad, tanto que incluso le dejaron de convocar. Además, el equipo acabó bajando a la Segunda División de España.

### Levante U. D. (préstamo)
En el mes de julio de 2015, fue cedido por segundo año consecutivo, pero esta vez al Levante U. D., en el cual, y a pesar de acabar mal su pasada 
temporada en el Córdoba C. F., comenzó siendo titular y debutando en el primer partido de la temporada ante el R. C. Celta. Sin embargo, debido a sus discretas actuaciones fue perdiendo el puesto de titular poco a poco.

## Selección nacional
En marzo de 2013, Ghilas fue llamado a la selección nacional de Argelia por primera vez para un partido frente a Benín por las eliminatorias a la Copa Mundial de Fútbol de 2014, pero finalmente no debutó. El 2 de junio de 2014 fue incluido en la lista final de 23 jugadores que representarán a Argelia en la Copa Mundial de Fútbol de 2014.

### Participaciones en Copas del Mundo
| Mundial                        | Sede   | Resultado        |
| ------------------------------ | ------ | ---------------- |
| Copa Mundial de Fútbol de 2014 | Brasil | Octavos de final |

## Clubes
| Club                   | País     | Año       |
| ---------------------- | -------- | --------- |
| SO Cassis Carnoux      | Francia  | 2009-2010 |
| F. C. Vizela           | Portugal | 2010-2011 |
| Moreirense F. C.       | Portugal | 2011-2013 |
| F. C. Porto            | Portugal | 2013-2016 |
| Córdoba C. F. (cedido) | España   | 2014-2015 |
| Levante U. D. (cedido) | España   | 2015-2016 |
| Gaziantepspor          | Turquía  | 2016-2017 |
| Göztepe S. K.          | Turquía  | 2017-2019 |
| Vitória Setúbal        | Portugal | 2019-2020 |
| Atlético Marsella      | Francia  | 2021-2022 |
| Berre SpC              | Francia  | 2023-     |

## Palmarés

### Títulos nacionales
| Título                        | Club        | País     | Año  |
| ----------------------------- | ----------- | -------- | ---- |
| Supercopa Cândido de Oliveira | F. C. Porto | Portugal | 2013 |